# Copididonus vittulatus
Copididonus vittulatus är en insektsart som beskrevs av Berg 1884. Copididonus vittulatus ingår i släktet Copididonus och familjen dvärgstritar. Inga underarter finns listade i Catalogue of Life.